# Curtil-sous-Buffières
Curtil-sous-Buffières é uma comuna francesa na região administrativa de Borgonha-Franco-Condado, no departamento Saône-et-Loire. Estende-se por uma área de 5,21 km². Em 2010 a comuna tinha 91 habitantes (densidade: 17,5 hab./km²).